# Paszab, Szabolcs-Szatmár-Bereg
Paszab  este un sat în districtul Ibrány, județul Szabolcs-Szatmár-Bereg, Ungaria, având o populație de 1.287 de locuitori (2011). 

## Demografie
Componența etnică a satului Paszab
     Maghiari (83,89%)
     Romi (16,11%)
Componența confesională a satului Paszab
     Reformați (44,52%)
     Romano-catolici (9,95%)
     Fără religie (8,86%)
     Greco-catolici (3,5%)
     Necunoscută (32,87%)
     Luterani (0,31%)
     Alte religii (3,57%)
Conform recensământului din 2011, satul Paszab avea 1.287 de locuitori. Din punct de vedere etnic, majoritatea locuitorilor (83,89%) erau maghiari, cu o minoritate de romi (16,11%). Nu există o religie majoritară, locuitorii fiind reformați (44,52%), romano-catolici (9,95%), persoane fără religie (8,86%) și greco-catolici (3,5%). Pentru 32,87% din locuitori nu este cunoscută apartenența confesională.